# نحن لا نزرع الشوك (مسلسل)
مسلسل نحن لا نزرع الشوك مسلسل مصري مقتبس عن رواية ليوسف السباعي وتم إنتاجه كفيلم نحن لا نزرع الشوك بطولة آثار الحكيم، قامت كريمة مختار بتجسيد نفس الدور الذي جسدته في الفيلم.

## قصة المسلسل
سيدة شابة تعاني من العذاب والقسوة بعد وفاة والدتها نتيجة معاملة زوجة أبيها وبعد وفاة أبيها يتولى صديق لابيها رعايتها لكن زوجته تعاملها كخادمة وكان لهم ابن اسمه عباس كان لا يتورع عن ملاحقتها، وينالها عباس.
تهرب من منزله وتلتحق بالعمل لدى أسرة حمدي السمادونى وهى أسرة تعاملها بحب وعطف، تقع سيدة في هوى حمدي ويتطور الموقف إلى حب، وتعرف أن حمدي الذي أحبته سوف يتزوج فتاة أخرى غيرها، لهذا تقرر الزواج من علام مرغمة، هو بلطجي.... بائع كازوزة، يبدأ في البحث عن استغلال مصاغها وحليها. وعند مواجهته تكتشف إن تزوج عليها فيطلقها ويطردها من المنزل. ثم تذهب لتسكن في منزل عطية المواردي باشا الذي يتزوجها ويغدق عليها بالمال وبعد فترة تقابل عباس و يقنعها بانه تغير ويتزوجوا و تنجب منه ولد بعد ذلك تكتشف انه يأخذ منها الأموال ويقامر بها وعندما تطلب الطلاق يطلبها في بيت الطاعة وبسبب الإهمال يموت ابنها الوحيد ويتأثر عباس ويطلقها وتعمل هي كممرضة مع طبيب ابنها لتجد نفسها أمام حبيبها حمدي الذي يأتي لعيادة الطبيب لمرض ابنه ويكون ابنه مصاب بالتيفوئيد وتكون هي الممرضة القائمة على رعايته وتصاب بالعدوى عن طريق الطعام وتنتهى الأحداث بالموت في أحضان حمدي..

## بطولة
| - آثار الحكيم: سيدة - خالد النبوي:حمدي السمادوني - ياسر جلال:عباس - كريمة مختار:والدة حمدي - حمدي غيث:محمد والد حمدي - نجاح الموجي:علام - عبد الرحمن أبو زهرة:عطية المواردي | - فاروق الرشيدي:المعلم برعي - نشوى مصطفى:كوثر زوجة حمدي - علية الجباس:زوجة المعلم برعي - صافيناز الجندي:زهرة أم علام - مروة الخطيب:سنية - أمينة سالم:صفية - فوزي الشرقاوي:جابر والد سيدة | - سناء سليمان:دلال زوجة جابر - رجاء أمين:دادة عزيزة - عفاف رشاد: سميحة أخت حمدي - ماهر لبيب:زوجة كوثر - رجاء سراج:علية جارة سيدة - كمال عطية:مبروك بن عطية | - ماجد الكدواني: علي مبيض النحاس - شيماء العربي: الطفلة- سيدة - ليلى جمال: فتحية - كارم شعبان - ناصر شاهين:روؤف صديق حمدي - عماد العروسي:صبحي صديق حمدي | - عوض بدوي:زوج سنية - نبيل حامد - لنا يوسف - هالة الزيني - أحمد حجازي - عبد الفتاح إبراهيم | - محيي الدين عبد الحميد - أحمد كمالي: عم حسن - محب كاسر:إبراهيم سفرجي عطية - أحمد البهلوان - بدر الدين حسنين - عبد الله حفني |

بالاشتراك مع:أبو السعود عطية - عبد العزيز عيسى - اعتدال المصري - سليمان حسين - مديحة أنور - فتحية عبد الغني - عنايات صالح - نادية شمس الدين - ثريا عز الدين - نادية عبد الهادي - محمد إمام - إسماعيل عبد الفتاح - حسن صلاح - سيد أبو حلاوة - نبوية السيد - مصطفى السيد - عطا الغمراوي - صلاح الحسيني - كمال الألفي - فوقية منصور - حسين محمود - وائل عبد المجيد - محمد عابدين - خالد طاهر
الأطفال:أميرة العرابي - إيمان سمير - محمود العربي - جرجس حشمت - ياسمين جمال - نوران خالد - مروان إسماعيل

## فريق العمل
| - مؤلف:يوسف السباعي - قصة وسيناريو وحوار:أحمد صالح - مخرج:حسين كمال - الموسيقى التصويرية:حسن أبو السعود - أغنية والله يا زمن: غناء شادية - تأليف عبد الوهاب محمد - تلحين بليغ حمدي - مهندس الديكور:حسام مصطفى - مهندس الديكور ثان: مها الصوابي - تصميم الأزياء: كريمة سعد - مدير الإضاءة: سمير فودة - محمد السيد - مدير التصوير: تيمور بكير - تصوير: بنيامين حليم - إيهاب فكري - حسام الشقنقيري - إعداد موسيقى ومؤثرات: معالي الحفناوي - مونتاج المقدمة والنهاية: عثمان أبو جبل - مونتاج إلكتروني: مدحت بهجت - مونتاج فيديو: رجب عبد الله - توزيع: قطاع الشئون المالية والإقتصادية باتحاد الإذاعة والتلفزيون المصري ج.م.ع | - تصميم المقدمة والنهاية:عمرو عابدين - مساعد المخرج الأول:استفان منير - مدير الإنتاج: خليل المصري - المنتج الفني: عبد الرحمن لملوم - إنتاج: قطاع الإنتاج باتحاد الإذاعة والتلفزيون المصري ج.م.ع - * تم التسجيل بالوحدة الرقمية الأولى إدارة هندسية: م. حسان فرج - مهندس الوحدة: أسامة سلام - مها جمعة - ياسر إبراهيم- شريف حسني - إشراف فني: عواطف خليفة - كاميرات: عبد الباقي المشد - إشراف فني صوت: كمال الذكري - وليد فاروق - تسجيل فيديو: كمال صلاح الدين - تم التصوير باستوديو مدينة السينما - رئيس الإستديو: صلاح عبد الحليم | - مدير عام الإستديو: جميل عزيز - تنفيذ الإنتاج:عبد الغني الجمل - سيد سليمان - المونتاج والمكساج بإستديو 10 إدارة هندسية - م. شادية كمال - م. الاستوديو: هشام عبد العظيم - محمد فؤاد - ناصر الشوربجي - مها الدموهي - مونتاج المقدمة والنهاية بمركز المونتاج والخدع - إدارة هندسية: م. لطفية الشاذلي - تنفيذ المونتاج بمركز الحاسبات الألية - إدارة هندسية: نجوى عبد الله - تنفيذ الجرافيك: م/هبة سلام - مصمم أزياء ثان: محمد جابر - ملابس: فاطمة جاد - مديحة حفني - محمد صديق - علام علي - تنفيذ الديكور: م. ماجدة السعيد - مريم ميخائيل | - مشرف تنفيذ الديكور: طه يوسف - محمود دبكة - محمد عبد العزيز - تنفيذ الديكور: محمد عبد الصبور - محمد البوشي - كمال حسين - عبد الرحمن بيومي - رجب عمر - -خالد عبد الفتاح - عادل عواد - تنفيذ الديكور: محمد عبد المنعم - إسماعيل قطب - عبد النبي الشحات - عبد المنعم سعد - علي أحمد - إبراهيم رجب - عصام أبو العلا - إكسسوار: عباس صابر - خدع ومؤثرات: الدسوقي محمود - تصميم مناظر: عادل سمير - مناظر: إبراهيم حرب - شريف السلمي - ماكيير: كرم سيد - أمل حسني - م. ماكيير:هند عفيفي - كوافير:محمود إسماعيل - سعيد محمد - رباب صابر - خطوط: سيد جاد - فيصل شريف - فوتوغرافيا:حسن عبد الكريم - ريجيسير: محمد مرسي - ساعد في الإخراج: وجيه زكريا - عبد الحي المطراوي - أيمن زكي - منفذو الإنتاج: أشرف عاشور - محمود أحمد - محمد جمال |